# 董璘
董璘（14世紀—15世紀），字德文，南直隸揚州府高郵州人，明朝政治人物。

## 生平
董璘年輕時已銳志學問，晚上讀書分神疲倦總會用水洗面後繼續，以才學聞名，永樂十五年（1417年）中應天鄉試舉人第二名，十六年（1418年）會試第一名，聯捷進士，獲授庶吉士，十九年（1421年）陞為翰林院編修，不久因母親年老乞求歸養，在家鄉母親患病想吃鰣魚，但其時已過季節不能捕獲，他就到鎮江向上天祈禱，命漁夫舉網，忽然捕得二條鰣魚，鄉人都覺得驚異，認為是孝感動天。
母親逝世服喪完畢後，董璘回京補任翰林院修撰，協修《宣宗實錄》，獲賜白金和絲綢，主持浙江鄉試、兩次分考會試都稱得人，後來憤慨太常寺禮樂官不應給非正徒出身者任職，遭宦官王振怨恨，在他給學士劉球上疏辯解時貶斥他回鄉。他回鄉養育母親十八年以孝順聞名，仕翰林院三十年只遷轉一次官職，晚年因閹禍回鄉，在家去世，著有《玉堂清餘集》，孫董承芳以歲貢擔任崇德訓導。

## 引用
1. 1 2  嘉慶《增修高郵州志·卷十·人物志》：董璘，字德文，少而奇異，銳志學問，讀書每至夜分神，倦即噀水激面復讀如故，以才學名於時，永樂丁酉南京鄉試第二，明年會試第一，登二甲第二名，授翰林院編修，久之以母老乞歸養，一日母病思鰣魚，魚過時不可得，即詣鎮江禱於神，命漁者舉網忽得二鰣魚以歸，鄉里驚異以為孝感。母喪終補修撰，與修宣宗實錄，獲白金文綺之賜，主浙江鄉試、兩主會試咸稱得人，後憤太常典禮樂不可以畀異流乞為其官，王振怒以為璘願事神心懷怨望，此必有所使，先是學士劉球疏振罪惡，振恨之，會得璘疏以為計出於球，矯詔旨捽球下獄殺之，斥璘還鄉里，璘歸養積十八年以孝名仕翰林三十年止遷一官，晚以閹禍歸卒於家，所著有《玉堂清餘集》行於世，孫承芳亦有行，以歲薦為崇德訓導。
2. ↑  嘉慶《增修高郵州志·卷九·選舉志》：進士……明……（永樂）十六年戊戌董璘 李騏榜，會元，翰林院修撰，有傳……鄉舉 明……（永樂）十五年丁酉董璘 元善子，經魁，見進士
3. ↑  《明太宗文皇帝實錄·卷二百四十二》：（永樂十九年十月）庚戌陞……庶吉士董璘為翰林院編修……